# مكتبة الدنا المتمم

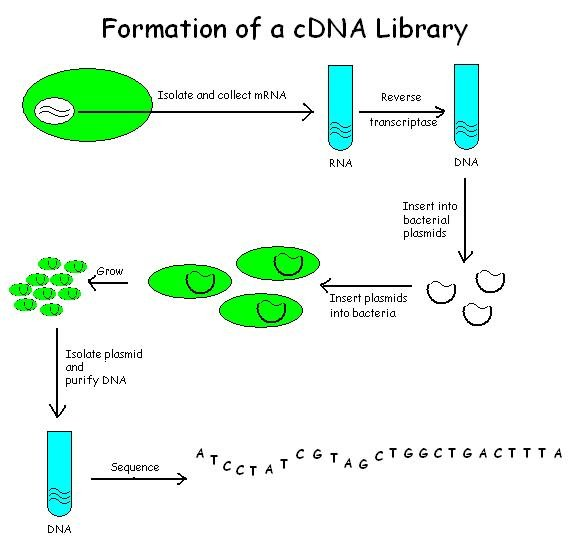
مخطط لإنشاء مكتبة الدنا المتمم.

مكتبة الدنا المتمم (بالإنجليزية: cDNA library)‏ هي مجموعة قطع من الدنا المتمم المستنسخة عكسيا من جزيئات الرنا الرسول والتي تشكل جزءا من نسخوم الكائن الحي ويتم تخزينها كمكتبة. يُنتج الدنا المتمم من رنا رسول منسوخ بشكل كامل متواجد في النواة، وعليه لايحتوي الدنا المتمم سوى على جينات الكائن المعبر عنها على شكل بروتينات ولا يحتوي على العديد من التسلسلات المنظمة والإنترونات ومختلف تكرارات الدنا غير المشفِّرة. بشكل مماثل، يمكن إنشاء مكتبات الدنا المتمم الخاصة بأنسجة محددة. في خلايا حقيقيات النوى الرنا الناضج يكون قد تم تضفيره، وعليه يكون الدنا المتتم الناتج عنه لا يملك إنترونات ويمكن التعبير عنه بسهولة في الخلايا البكتيرية. مكتبات الدنا المتممة وسيلة قوية ومفيدة لأن تحديد النواتج الجينية يتم بسهولة بواسطتها، إلا أنها تفتقد معلومات حول المعززات، الإنترونات والعناصر المنظِّمة الأخرى المتواجدة في المكتبة الجينومية.

## استخدامات مكتبة الدنا المتمم
تُستخدم مكتبات الدنا المتمم بشكل شائع عند إعادة إنتاج جينومات حقيقيات النوى، لأن كمية المعلومات مخفَّضة كثيرا بإزالة الأعداد الكبيرة من المناطق غير المشفرة من المكتبة. تُستخدم مكتبات الرنا المتمم للتعبير عن جينات حقيقيات النوى بواسطة خلايا بدائيات النوى. لا تملك بدائيات النوى إنترونات في الدنا الخاص بها وعليه لاتملك إنزيمات يمكنها قص هذه الإنترونات أثناء عملية الترجمة. مكتبة الدنا المتمم لا تحتوي على الإنترونات وبالتالي يمكن التعبير عنها في خلايا بدائيات النوى. مكتبات الدنا المتمم مفيدة بشكل أكبر في علم الوراثة العكسي أين يكون للمعلومة الجينومية الإضافية أهمية واستخدام أقل. فضلا عن ذلك تُستخدم هذه المكتبات في الاستنساخ الوظيفي لتحديد الجينات بناء على وظيفة البروتين المشفر. عند دراسة دنا حقيقيات النوى، يتم بناء مكتبات التعبير باستخدام الدنا المتمم للمساعدة في ضمان أن التسلسل المضاف للمكتبة جين فعلا.